# سباستین سورد
سباستین سورد (انگلیسی: Sebastian Svärd؛ زادهٔ ۱۵ ژانویهٔ ۱۹۸۳) بازیکن فوتبال اهل دانمارک است.
از باشگاه‌هایی که در آن بازی کرده‌است می‌توان به باشگاه فوتبال بروندبی، باشگاه فوتبال آرسنال، باشگاه فوتبال بروسیا مونشن‌گلادباخ، باشگاه فوتبال ویتوریا گیمارش، باشگاه فوتبال هانزا روستوک، باشگاه فوتبال رودا جی‌سی کرکراد، باشگاه فوتبال کپنهاگن، باشگاه فوتبال استوک سیتی، و باشگاه فوتبال وایکام واندررز اشاره کرد.
وی همچنین در تیم‌های ملی فوتبال زیر ۱۶، ۱۷، ۱۹، ۲۰، ۲۱ سال دانمارک بازی کرده‌است.